# Mozartfest Augsburg
Das Mozartfest Augsburg ist ein jährliches Festival für klassische Musik.
Unter einem wechselnden Festival-Motto treten jeden Frühsommer etwa zwei Wochen lang internationale Künstler auf. Im Zentrum steht das Werk von Wolfgang Amadeus Mozart, dessen Vater Leopold Mozart 1719 in Augsburg zur Welt kam. Programmatisch sollen dabei Bezüge auch zu anderen Komponisten sowie zu verschiedenen Aufführungspraxen und Spielweisen geschaffen werden. Die Musikveranstaltungen werden von verschiedenen Bildungsangeboten begleitet.
Getragen wird das Festival von der Stadt Augsburg, Veranstalter ist das Mozartbüro im Kulturamt der Stadt Augsburg. Künstlerischer Leiter ist seit 2017 Simon Pickel. Die Akademie für Alte Musik Berlin ist das Orchestra in Residence. Mit dem Bayerischen Rundfunk besteht eine Medienkooperation. Das Festival zählt jedes Jahr durchschnittlich rund 5.000 Besucher.

## Künstler (Auswahl)
- Lilian Akopova
- Akademie für Alte Musik Berlin
- Benjamin Appl
- Armida Quartett
- Augsburger Philharmoniker
- Bayerische Kammerphilharmonie
- Ian Bostridge
- Chor des Bayerischen Rundfunks
- Collegium 1704
- Moritz Eggert
- Mari Eriksmoen
- Isabelle Faust
- Reinhard Goebel
- Hagen-Quartett
- Maximilian Hornung
- Steven Isserlis
- Harriet Krijgh
- Václav Luks
- Sebastian Manz
- Rocío Márquez
- Nils Mönkemeyer
- Vincent Peirani
- Christina Pluhar
- Nuria Rial
- Anna Lucia Richter
- Herbert Schuch
- Peter Simonischek
- Baiba Skride
- Lauma Skride
- Christian Tetzlaff
- Alexandre Tharaud
- Michael Wollny
- Windsbacher Knabenchor